# Heteroxenotrichula squamosa
Heteroxenotrichula squamosa is een buikharige uit de familie Xenotrichulidae. Het dier komt uit het geslacht Heteroxenotrichula. Heteroxenotrichula squamosa werd in 1954 voor het eerst wetenschappelijk beschreven door Wilke. 